# The Falcon and the D'ohman
The Falcon and the D'ohman, titulado El halcón y el hombre D´oh en Hispanoamérica y El juego del halcón y el hombre, jo en España, es el primer episodio de la vigesimotercera temporada de la serie de animación Los Simpson. Se emitió el 25 de septiembre de 2011 en Estados Unidos por FOX y en el 26 de febrero de 2012 en Hispanoamérica en FOX. En el episodio, Homer se hace amigo de Wayne Slater, el nuevo guardia de seguridad de la Planta Nuclear, sin saber que también fue agente de la CIA y tiene un pasado difícil de dejar atrás.
El episodio también revela el destino de "Nedna" que se inició el anterior episodio The Ned-Liest Catch, que se emitió en mayo de 2011.
El actor británico/canadiense, Kiefer Sutherland, fue la estrella invitada dándole la voz a Wayne, siendo la tercera vez que aparece en la serie.

## Antecedentes
El episodio cuenta con una referencia del episodio final de la temporada 22 de la serie, La captura más Nedlica, que salió al aire el 22 de mayo de 2011.
En ese episodio, Ned Flanders y Edna Krabappel comenzaron a salir.
El episodio termina con Marge y Homer invitándolos a votar en la página del programa TheSimpsons.com sobre si debían o no estar juntos.
El resultado de la mayoría, fue a favor de la pareja.

## Sinopsis
El sujeto de las historietas cómicas Jeff Albertson, inicia el capítulo hablando sobre el estreno de la temporada, contando a los espectadores que en el episodio se insinuará la conclusión del romance entre Ned y Edna, ya la respuesta está escondida en el episodio. Después de la introducción revisada, Homer se cuela hasta altas horas de trabajo y marca su tarjeta de tiempo para hacer que parezca como si estuviera a tiempo y también cumplía algunas horas extras, Homer se sorprende al descubrir que un guardia de seguridad nuevo llamado Wayne ha sido contratado en la Planta de energía nuclear de Springfield. En repetidas ocasiones intenta hacerse amigo de Wayne, sólo para ser rechazado con frialdad en cada intento. Mientras tanto, al hacer galletas de Bart y Lisa , Marge sueña que se ha convertido en un contendiente en un programa de cocina llamado Master Chef . El espectáculo es juzgado por Tom Colicchio quien alaba su galletas, otorgándole el premio de una nueva cocina. Sin embargo, cuando Marge despierta y le da las galletas a sus hijos, ellos le dicen que no les gusta porque no les gusta el cambio.
Un día, mientras Wayne está caminando a su casa bajo la lluvia y el granizo, Homer ve a Wayne y él acepta a regañadientes que Homer le llevara a la taberna de Moe a tomar una copa. Mientras que Wayne se encuentra en el cuarto de baño, Snake irrumpe en la taberna en su moto para robar a todo el mundo. Tan pronto como Wayne sale, él profundamente golpea a Snake.
La historia se extiende con rapidez en el pueblo y es presentada en un segmento de noticias que incluye una entrevista con Wayne por Kent Brockman. Luego un equipo de animación taiwanesa dramatiza el incidente que después se transmite en televisión. Se descubre que Wayne es un altamente capacitado exagente de la CIA, que decidió esconderse en Springfield. Wayne tiene flashbacks recurrentes de sus misiones anteriores, que le hacen actuar o gritar a menudo, como lo demuestra cuando el sr. Burns le pone un casco de seguridad de plata en la cabeza en agradecimiento y le llega un flashback de cuando la CIA intentó ponerle un casco borra-memoria y enloqueció, haciéndolo atacar al sr. Burns, quién inmediatamente lo despide de la planta.
Homer permite a Wayne quedarse en la casa del árbol de Bart, porque Wayne ya no puede pagar su departamento. Una noche, Wayne habla claramente de una misión del pasado en su sueño, por lo que las parejas en las casas cercanas pierden el sueño. Ned y Edna es una de esas parejas, y se muestran abrazados en la cama (Resultado de Nedna). La noticia de lo ocurrido al señor Burns se filtró en YouTube y es visto por uno de los gánsteres enemigos de Wayne, Viktor, oriundo de Kiev, Ucrania . Al parecer, Wayne accidentalmente mató a la mujer de Viktor con una bala perdida en una misión anterior. Así, el gánster ucraniano y sus secuaces secuestran y torturan a Homer como cebo para atraer a Wayne. Wayne rastrea a Homer a través de dispositivos de seguimiento qué el accidentalmente había devorado, lo libera y mata a todos los gánsteres. Después, Wayne decide abandonar Springfield, pero antes de irse decide chocar el puño con Homer y consigue un trabajo en el Departamento de Vehículos Motorizados de Springfield (DMV). En el DMV, tiene un flashback de la época en que estaba preso en Corea del Norte y se vio obligado a escribir una ridícula obra musical en homenaje a Kim Jong-il. Durante los créditos finales del episodio, Ned y Edna dan gracias a los fanes por haber votado para que su relación continúe.

## Producción

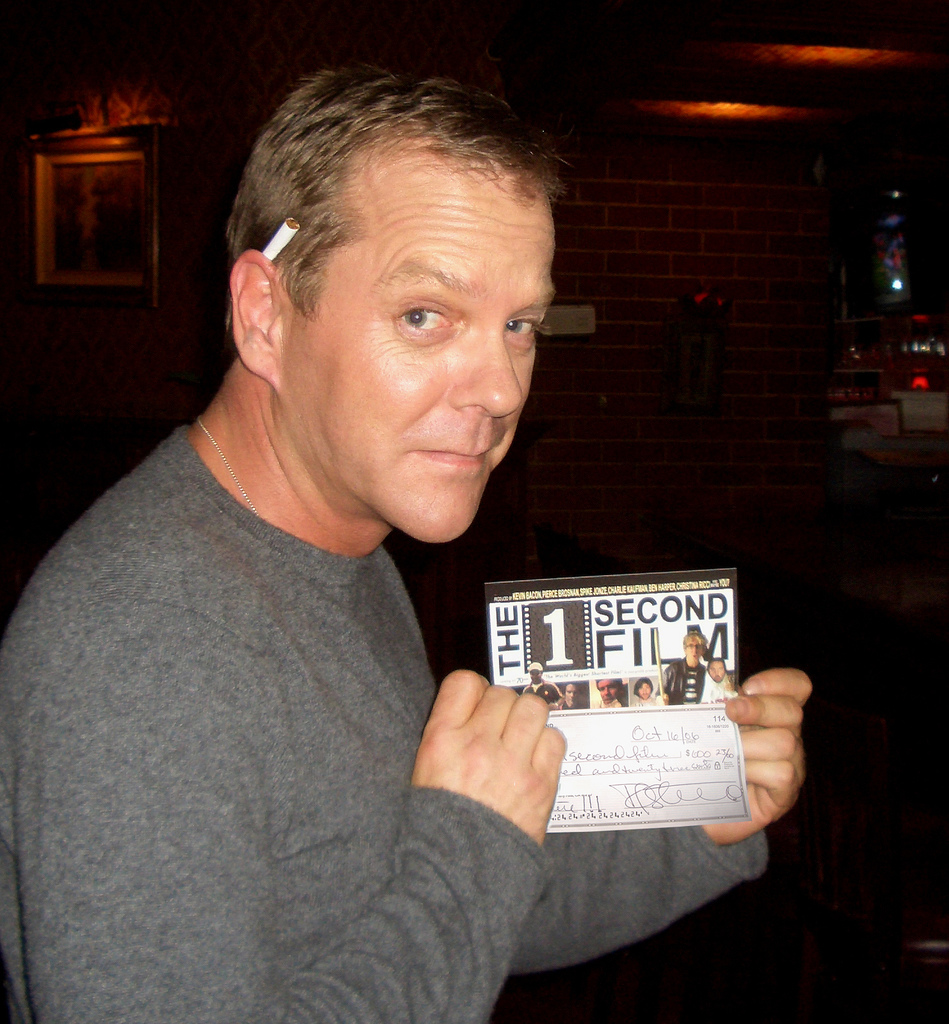
Kiefer Sutherland se presentó como estrella invitada por tercera vez en la serie.

"The Falcon and the D'ohman" fue escrito por Justin Hurwitz y dirigida por Matheww Nastuk.
El actor británico/canadiense Kiefer Sutherland, fue la estrella invitada del episodio como el guardia de seguridad Wayne. Este fue el tercer episodio deLos Simpson que apareció; el primero es el episodio del año 2006 "G.I. (Annoyed Grunt)" y en el segundo episodio del año 2007 "24 Minutes" (interpretando su personaje Jack Bauer de la serie de televisión 24 ). Como señaló Rick Porter, de la página web Zap2it, la apariencia de Sutherland en "El halcón y la Ohman D'" lo hace "uno de los relativamente pocosLos Simpson, estrellas invitadas que han aparecido más de una vez y voz a personajes diferentes en lugar de los residentes de Springfield recurrente ". Otros invitados que han hecho esto son Albert Brooks, Jon Lovitz y Phil Hartman, todos los cuales han jugado una sola vez. Después de que el episodio había difundido en los Estados Unidos, el prensa ucraniana informó de que los osos mafioso Viktor se parece a la presidente de Ucrania Viktor Yanukovych